# Martin Svrček
Martin Svrček (* 17. Februar 2003 in Nesluša) ist ein slowakischer Radsportler, der sich auf den Straßenradsport spezialisiert hat.

## Karriere
Nachdem er 2020 slowakischer Juniorenmeister im Einzelzeitfahren und 2021 sowohl im Einzelzeitfahren als auch im Straßenrennen wurde, nahm das UCI Continental Team Biesse-Carrera Martin Svrček für die Saison 2022 unter Vertrag. Nach nur einen halben Jahr verließ er das Team wieder und schloss sich dem UCI WorldTeam Quick-Step Alpha Vinyl Team an. Für sein neues Team nahm er unter anderem an der Slowakei-Rundfahrt 2022 teil, wo er in der Gesamtwertung den 33. Platz belegte und der beste Slowake war. Auch in der Saison 2023 blieb er dem Team, das nun unter dem Namen Soudal Quick-Step startet, erhalten. Am 4. März 2023 belegte er beim Grand Prix Criquielion den 22. Platz und konnte damit seine ersten beiden UCI-Punkte außerhalb von nationalen und internationalen Meisterschaften sammeln. Bei den Straßenradsport-Weltmeisterschaften 2023 errang er die Bronzemedaille im Straßenrennen der U23.

## Erfolge
2020
- Slowakischer Meister – Einzelzeitfahren (Junioren)

2021
- Slowakischer Meister – Straßenrennen und Einzelzeitfahren (Junioren)

2023
- Weltmeisterschaften – Straßenrennen (U23)